# Държавно устройство на Индия
Правителството на Индия (на хинди: Bhārata Sarakāra, също Съюзно правителство, Индийски съюз или Централно правителство) е националният орган на Република Индия, разположена в Южна Азия, състояща се от 28 щата и 8 съюзни територии. Правителството се ръководи от президента на Индия (Драупади Мурму – от 25 юли 2022 г.), който до голяма степен упражнява изпълнителната власт и избира министър-председателя на Индия и другите министри. Правителството се формира от Националния демократичен алианс от 2014 г. насам, като доминираща група в Лок Сабха. Министър-председателят и неговите старши министри принадлежат към Съюзния съвет на министрите, като неговият изпълнителен орган за вземане на решения е министерският кабинет.
Правителството, със седалище в Ню Делхи, има три основни клона: законодателна, изпълнителна и съдебна власт, с президента като държавен глава. Правомощията на тези три клона са предоставени съответно на двукамарния парламент на Индия, на Съюзния съвет на министрите (начело с министър-председателя) и на Върховния съд на Индия. Правителството е производно на британската Уестминстърска система и има федерална структура.

## Парламент
Индия има двукамарен парламент с долна и горна камара:
- Долната камара (Лок Сабха) се състои от най-много 552 депутати, възрастовата граница при кандидатите е над 25 години.
- Горната камара (Раджа Сабха) се състои от 250 души, възрастовата граница при кандидатите е над 30 години.